# Liborio Mejía
Liborio Mejía Gutiérrez de Lara (28 de julio de 1792 - 3 de septiembre de 1816) fue un militar y político colombiano que ejerció la presidencia de Provincias Unidas de la Nueva Granada en 1816 durante la guerra de Independencia del Imperio español, convirtiéndose hasta el momento en la persona más joven en ejercer este cargo a la edad de 24 años. Fue ejecutado tres meses después durante la Reconquista liderada por Pablo Morillo.

## Biografía
Liborio Mejía nació el 28 de julio de 1792 en Rionegro, en la provincia de Antioquia, en el entonces Virreinato de Nueva Granada actual Colombia. Era hijo de José Antonio de los Santos Mejía Vallejo y María Gutiérrez de Lara Robledo. Estudió en el Colegio Mayor de San Bartolomé entre 1808 y 1812 en Bogotá. Luego se trasladó a Medellín donde enseñó filosofía en el entonces llamado Colegio Provincial, actual Universidad de Antioquia. 
Desde 1813 se involucró en la guerra de independencia, participando en varias batallas, llegando a liderar el Batallón Antioquia apostado en Popayán. Con la dimisión del entonces presidente José Fernández Madrid en junio de 1816, se designó a Custodio García Rovira como presidente y a Mejía como vicepresidente, no obstante ante la imposibilidad del primero para posesionarse del cargo, Mejía terminó asumiéndolo.
Con sus facultades presidenciales organizó un consejo de guerra en el cual se acordó dirigir un pequeño ejército de 600 hombres para enfrentar las fuerzas de Juan Sámano, esfuerzo que culminó en la batalla de la Cuchilla de El Tambo con la derrota de las tropas independentistas el 29 de junio de 1816. Mejía logró escapar junto a un puñado de hombres hacia La Plata donde lo esperaba el presidente en propiedad Custodio García Rovira a quien cedió sus credenciales asumiendo entonces la designación inicial como vicepresidente.
El ejército español comandado por Carlos Tolrá interceptó a las tropas remanentes en La Plata el 10 de julio siguiente en la batalla de La Plata y capturó días después a Mejía, esta batalla fue la derrota definitiva de los neogranadinos durante la reconquista. En calidad de prisionero fue conducido a Bogotá donde fue ejecutado el 3 de septiembre de 1816 bajo el cargo de traición por orden de Pablo Morillo y Juan Sámano a la edad de 24 años.